# Abdelkader Benarab
Pour les articles homonymes, voir Benarab.
Abdelkader Benarab (عبد القادر ابن عرب), né  à Sétif, est un écrivain, chercheur et journaliste algérien vivant en France.
Abdelkader Benarab est Issu d'une famille terrienne conservatrice et réfractaire à la colonisation. Ruinée à la suite de la dépossession foncière, leurs terres furent redistribuées aux familles de Caids favorables à la France. Résistant jusqu'à l'insurrection de 1954, son père, Benarab Dahmani, est tué par l'armée française en 1958 pour son engagement dans le FLN, dans la région de Sétif (Ain Margoum- Ain Roua) où une école publique porte son nom. Il est aussi le frère de l'avocat Benarab A. Abdelouahab (Barreau de Sétif), un opposant farouche au régime du président Houari Boumédiène, ce qui lui a valu en 1976, torture et condamnation par le Tribunal militaire de Constantine, bien qu'il fût à l'époque lycéen et mineur, à la suite notamment d'un tract distribué puis saisi à Sétif, intitulé : Lettre ouverte aux bouches fermées.

## Biographie
Abdelkader Benarab fait ses études primaires et secondaires à Sétif et ses études supérieures à Alger, puis à Constantine, où il obtient une licence de lettres françaises.
Il a enseigné la littérature et la linguistique à l'université Hadj Lakhdhar de Batna en 1982-1983. Bénéficiant d'une bourse de détachement par le Ministère de l'Enseignement supérieur, il prépare à la Sorbonne Paris IV, un Doctorat N.R en lettres modernes en 1994. Intégré à l’équipe du professeur Jean Déjeux, il assure une charge de cours sur la littérature de l'exil, tout en continuant à donner des conférences en Algérie. Chercheur associé au C.E.R.C à Paris III, (Centre d’Étude et de Recherche Comparée), dirigé par Jean Bessière, il travaille sur l'immigration et les questions qui touchent à l'identité et aux langues maternelles. Il est membre de la Société des gens de lettres et de l'Union internationale de la presse francophone. Conférencier, Conseiller d'édition, directeur de projets de recherche, il anime des conférences notamment en France, Algérie, Maroc, Liban et de nombreux colloques dans le monde, sur l’histoire, la littérature et la philosophie[réf. nécessaire].

## Principales publications

### Ouvrages
- Les Voix de l'exil, L'Harmattan, 1996Ouvrage portant sur la culture de l'immigration. Préface de Jean Bessière.
- Les Mots, L'Harmattan, 1997illustration par Jean-Pierre Reveste.
- Maghrébins de France : De 1960 à nos jours, la naissance d'une communauté, Privat, 2004Ouvrage réalisé sous la direction de Mohand Khellil avec la collaboration d'Abdelkader Benarab, de Michel Cadé et de Christian Lochon, qui a fait partie de la présélection du 37e Prix de l'amitié franco-arabe[5].
- Frantz Fanon : L'Homme de rupture, Paris, éd. Alfabarre | année=2010, préface de Lilyan Kesteloot.
- La Bataille de Sétif,Paris, L'Harmattan, 2011
- Islam et immigration, L'Harmattan, 2013Préface de Paul Balta.
- Colonialisme et résistance, Anthropologie africaine et littérature afro-américaine, préface de L. Kesteloot, éd. L'Harmattan, 2017.
- De la médecine en général a psychiatrie en particulier en Algérie: Un échec programmé, Edition L’Harmattan, Col. Psychologies, Paris 2022 (ISBN 978-2-343-23255-3)
  - Réédité en Algérie, Ed. El watan el youm, Sétif 2023
- Révoltes sociales dans les pays arabes, Editions L’Harmattan, 2024, no   (ISBN 978-2-336-49612-2)

## Articles dans des revues
- Migration : langue, identité et pouvoir, Dans Pensée plurielle 2012/1 (no 29), pages 143 à 148
- Le combat d'Omar Frantz Fanon, Dans Pensée plurielle 2012/1 (no 29), pages 149 à 152
- Hommage à Frantz Fanon, Dans Hommes & Migrations 2011/5 (no 1293), pages 132 à 137
- Le Prisme Des Révolutions Arabes, in  Aleph,  Volume  2, Numéro 4, Pages 27-51,  2015-12-25
- Frantz Fanon : Une Métaphysique De La Libération, in Aleph, Volume  3, Numéro 1                                       , Pages 39-50,2016-06-25
- Intertextualité et Plagiat : Difficile Cohabitation, Revue algérienne des lettres,Volume  2, Numéro 2, Pages 39-45, 2018-12-31
- Contributions à des ouvrages collectifs

- Le temps en philosophie: le temps de l'homme, in Testimonies and Paths of Inquiry, Lebanese Association of Women Researchers, Bahithat, Vol. XVII 2016-2017
- Les Printemps arabes vus par les intellectuels arabes, in Arab Thought Foundation, Beyrouth, 2014
- Les Voix des Textes, Traduction, interprétation, littérature, Association Européenne François Mauriac., Edition L’Harmattan, Paris 2024 (ISBN 978-2-336-46055-0)

### Préfaces
- Le Souffle du Dahra, résistance algérienne de 1924 à 1962 de Benali Boukortt, Ed. Le Scribe/L'Harmattan, 2013
- Épreuves pratiques en psychiatrie, de A. M. Alouani, éd. L'Harmattan, 2017.
- "Poèmes en vadrouille" de Tayeb Guettel, ed. Edilivre, octobre 2020 (ISBN 978-2-414-48373-0)

### Œuvres coéditées et traduites en arabes
Subventionnées par le Ministère algérien de la culture :
- Frantz Fanon, sous le titre فرانس فانون، رجل القطيعة
- La Bataille de Sétif, sous le titre معركة سطيف